# Acerrae (Galia Przedalpejska)
Acerrae − miasto w północnej Italii nad rzeką Addua, w Galii Przedalpejskiej, zamieszkiwane przez celtyckie plemię Insubrów.
Grecki historyk Polibiusz opisuje to miasto jako ważny punkt strategiczny położony między Alpami i rzeką Pad.